# لويس خان (مهندس قتالي)
لويس خان (بالفرنسية: Louis Kahn)‏ هو مهندس قتالي فرنسي، ولد في 13 نوفمبر 1895 في فرساي في فرنسا، وتوفي في 27 يناير 1967 في باريس في فرنسا.